# 银飘鱼
银飘鱼（学名：Pseudolaubuca sinensis）为輻鰭魚綱鯉形目鯝科飘鱼属的鱼类，俗名蓝刀，是中国的特有物种。分布于从天津海河水系到两广珠江水系等中国东部水域，以及越南。 本魚體延長且側扁，背部平直，腹棱完全，吻長大於眼徑，口端位，唇薄，側線完全，胸鰭長，腹鰭短，臀鰭外緣凹入，尾鰭深分叉，背部灰色，體側銀白色，腹鰭及胸鰭基部淡黃色，臀鰭及尾鰭灰黑色，體長可達29.2公分，多栖息于水体中上层，生活習性不明，為經濟魚類。该物种的模式产地在中国。
其种加词“sinensis”意为“中华的”。